# カリアス3世
カリアス3世として知られるカリアス（希: Kαλλίας）は、古代ギリシアのアテナイの市民。アテナイ随一の富豪ヒッポニコス3世の長男であり、その財産を相続して彼自身もアテナイ随一の富豪として知られる。
ソフィスト達の支援者（パトロン）としても知られており、プラトンの『プロタゴラス』は、アテナイのカリアスの邸宅を舞台として、ソフィスト達が集っている様を描いており、他にも『ソクラテスの弁明』『クラテュロス』においても、そのパトロンぶりが言及されている。
外港ペイライエウスにも邸宅を持っており、そちらはクセノポンの『饗宴』の舞台になっている。
また、クセノポンの『ギリシア史』には、彼が紀元前390年に重装歩兵としてコリントス戦争に参加したことや、紀元前371-370年にスパルタへの外交使節となったことが記されている。
また、喜劇作家クセノポンの『鳥』(284行) にも登場する。
彼の姉妹はアルキビアデス、テオドロス（イソクラテスの父）とそれぞれ結婚した。また、異母弟にはソクラテスの弟子であるヘルモゲネスがいる。また、父ヒッポニコス3世の死後に母親がペリクレスと再婚して2人の男子（パラロスとクサンティッポス）を産んでおり、その2人の異父弟はプラトンの『プロタゴラス』にも登場している。